# Allons enfants (film, 2022)
Pour les articles homonymes, voir Allons enfants.
 (juin 2022).
Si vous disposez d'ouvrages ou d'articles de référence ou si vous connaissez des sites web de qualité traitant du thème abordé ici, merci de compléter l'article en donnant les références utiles à sa vérifiabilité et en les liant à la section « Notes et références ».
Pour plus de détails, voir Fiche technique et Distribution.
Allons enfants est un film documentaire français réalisé par Thierry Demaizière et Alban Teurlai et sorti en 2022.

## Synopsis
Le documentaire se situe au lycée Turgot, dans le 3e arrondissement de Paris. On y suit une expérience unique en France : celle d'intégrer des élèves de quartiers populaires et pallier l'échec scolaire via la danse de la section hip-hop.

## Fiche technique
Sauf indication contraire, les informations mentionnées dans cette section peuvent être confirmées par la base de données cinématographiques Unifrance,  présente dans la section « Liens externes ».
- Titre original : Allons enfants
- Réalisation : Thierry Demaizière et Alban Teurlai
- Scénario : Elsa Le Peutrec Thierry Demaizière et Alban Teurlai
- Image : Alban Teurlai
- Son : Emmanuel Guionet
- Musique originale : Avia
- Montage : Alban Teurlai
- Producteurs délégués : Stéphanie Schorter, Romain Icard, Thierry Demaizière et Alban Teurlai
- Producteurs exécutifs : Macha Prod et Stéphanie Schorter
- Sociétés de distribution : Le Pacte

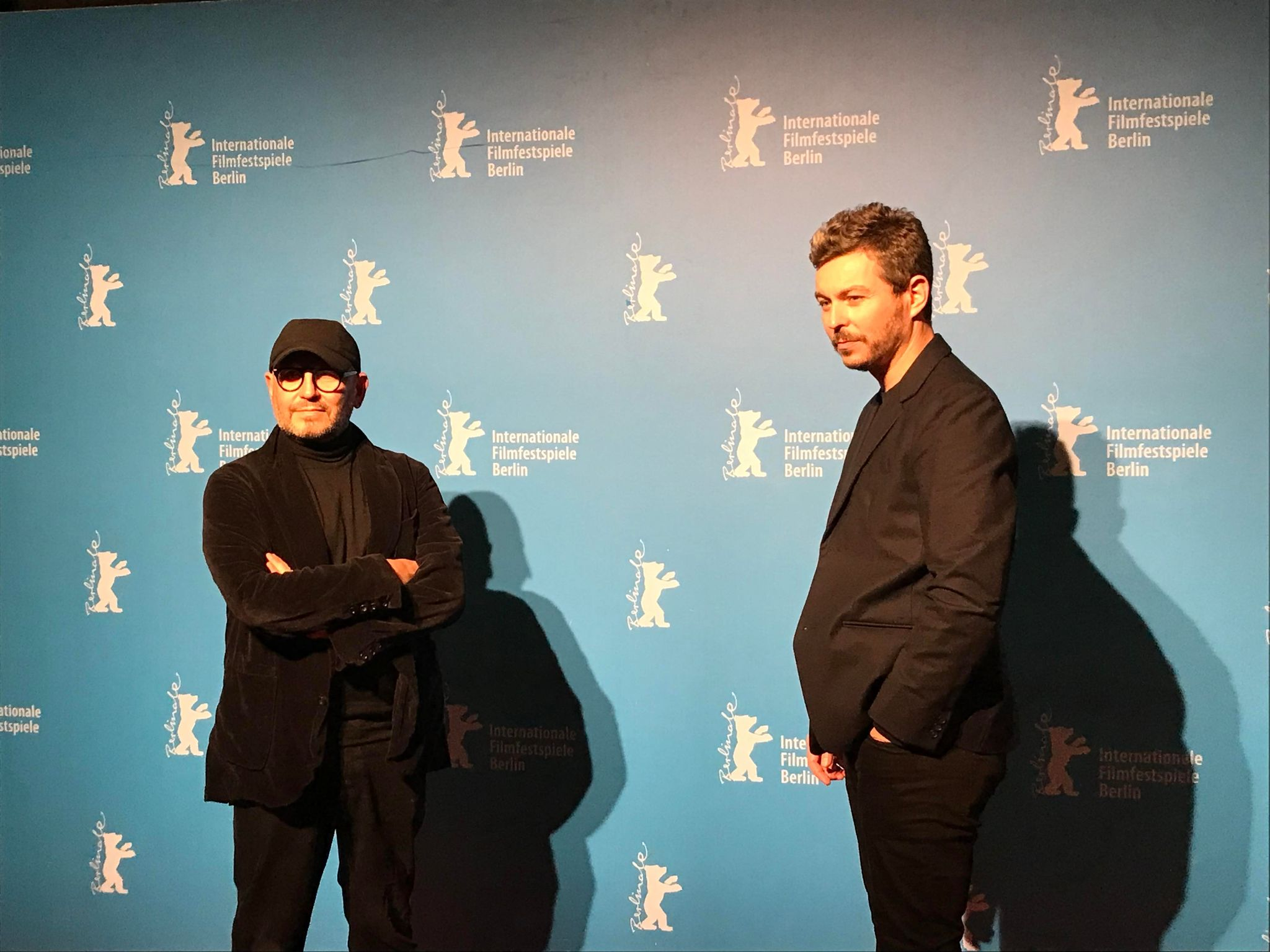
Thierry Demaizière et Alban Teurlai au Festival de Berlin.

- Langue de tournage : français
- Genre : documentaire
- Durée : 110 minutes
- Dates de sortie :
  - Allemagne : 11 février 2022 (Festival de Berlin)
  - France : 13 avril 2022 (en salles)

## Tournage
Le tournage s'est déroulé entre 2018 et 2019 au lycée Turgot à Paris.

## Distinctions

### Nominations
- César 2023 : Meilleur film documentaire

### Sélection
- Berlinale 2022 : ouverture de la section Générations